# Championnat d'Europe de poursuite par équipes masculin
Le Championnat d'Europe de poursuite par équipes masculin est le championnat d'Europe de la poursuite par équipes organisé annuellement par l'Union européenne de cyclisme dans le cadre des championnats d'Europe de cyclisme sur piste élites.

## Palmarès
| Année | Or | Argent                                                                                    | Bronze |
| ----- | --- | ----------------------------------------------------------------------------------------- | --- |
| 2010  | Grande-Bretagne Steven Burke Edward Clancy Jason Queally Andrew Tennant                                | Russie Ievgueni Kovalev Ivan Kovalev Alexei Markov Alexander Serov                        | Pays-Bas Levi Heimans Arno van der Zwet Tim Veldt Sipke Zijlstra                                                  |
| 2011  | Grande-Bretagne Steven Burke Edward Clancy Peter Kennaugh Geraint Thomas                               | Danemark Michael Mørkøv Casper von Folsach Lasse Norman Hansen Rasmus Christian Quaade    | Russie Valery Kaykov Ivan Kovalev Ievgueni Kovalev Viktor Manakov                                                 |
| 2012  | Russie Artur Ershov Valery Kaykov Alexei Markov Alexander Serov                                        | Allemagne Maximilian Beyer Henning Bommel Lucas Liss Theo Reinhardt                       | Italie Liam Bertazzo Ignazio Moser Paolo Simion Elia Viviani Michele Scartezzini                                  |
| 2013  | Grande-Bretagne Owain Doull Steven Burke Edward Clancy Andrew Tennant                                  | Russie Artur Ershov Ivan Kovalev Ievgueni Kovalev Alexander Serov                         | Pays-Bas Tim Veldt Dion Beukeboom Roy Eefting Jenning Huizenga                                                    |
| 2014  | Grande-Bretagne Edward Clancy Jonathan Dibben Owain Doull Andrew Tennant                               | Allemagne Henning Bommel Theo Reinhardt Nils Schomber Kersten Thiele                      | Russie Alexey Kurbatov Ievgueni Kovalev Ivan Kovalev Alexander Serov                                              |
| 2015  | Grande-Bretagne Jonathan Dibben Owain Doull Andrew Tennant Bradley Wiggins Steven Burke Matthew Gibson | Suisse Silvan Dillier Stefan Küng Frank Pasche Thery Schir                                | Danemark Lasse Norman Hansen Daniel Hartvig Casper Philip Pedersen Rasmus Christian Quaade Mathias Moller Nielsen |
| 2016  | France Thomas Denis Corentin Ermenault Florian Maitre Benjamin Thomas Sylvain Chavanel                 | Italie Filippo Ganna Simone Consonni Francesco Lamon Michele Scartezzini Liam Bertazzo    | Grande-Bretagne Matthew Bostock Oliver Wood Kian Emadi Mark Stewart Steven Burke                                  |
| 2017  | France Louis Pijourlet Corentin Ermenault Florian Maitre Benjamin Thomas Thomas Denis                  | Italie Liam Bertazzo Filippo Ganna Francesco Lamon Simone Consonni Michele Scartezzini    | Russie Alexander Evtushenko Mamyr Stash Dmitriy Sokolov Alexey Kurbatov Sergey Shilov                             |
| 2018  | Italie Filippo Ganna Francesco Lamon Elia Viviani Michele Scartezzini Liam Bertazzo                    | Suisse Cyrille Thièry Stefan Bissegger Frank Pasche Théry Schir Claudio Imhof             | Grande-Bretagne Ethan Hayter Steven Burke Kian Emadi Charlie Tanfield Oliver Wood                                 |
| 2019  | Danemark Lasse Norman Hansen Julius Johansen Frederik Madsen Rasmus Pedersen                           | Italie Simone Consonni Filippo Ganna Francesco Lamon Davide Plebani Michele Scartezzini   | Grande-Bretagne Edward Clancy Ethan Hayter Charlie Tanfield Oliver Wood                                           |
| 2020  | Russie Aleksandr Dubchenko Lev Gonov Nikita Bersenev Alexander Evtushenko                              | Italie Francesco Lamon Stefano Moro Jonathan Milan Gidas Umbri                            | Suisse Claudio Imhof Simon Vitzthum Lukas Rüegg Dominik Bieler                                                    |
| 2021  | Danemark Carl-Frederik Bévort Tobias Hansen Matias Malmberg Rasmus Pedersen                            | Suisse Claudio Imhof Valère Thiébaud Simon Vitzthum Alex Vogel                            | Grande-Bretagne Rhys Britton Charlie Tanfield William Tidball Oliver Wood                                         |
| 2022  | France Thomas Denis Quentin Lafargue Valentin Tabellion Benjamin Thomas Thomas Boudat                  | Danemark Carl-Frederik Bévort Tobias Hansen Rasmus Pedersen Robin Juel Skivild            | Grande-Bretagne Rhys Britton Kian Emadi Charlie Tanfield Oliver Wood William Tidball                              |
| 2023  | Italie Filippo Ganna Francesco Lamon Jonathan Milan Manlio Moro Simone Consonni                        | Grande-Bretagne Daniel Bigham Charlie Tanfield Ethan Vernon Oliver Wood                   | France Thomas Denis Corentin Ermenault Quentin Lafargue Benjamin Thomas Adrien Garel                              |
| 2024  | Grande-Bretagne Daniel Bigham Ethan Hayter Charlie Tanfield Ethan Vernon Oliver Wood                   | Danemark Carl-Frederik Bévort Tobias Hansen Niklas Larsen Rasmus Pedersen Frederik Madsen | Italie Davide Boscaro Simone Consonni Francesco Lamon Jonathan Milan                                              |
| 2025  | Danemark Tobias Aagaard Hansen Niklas Larsen Lasse Norman Leth Robin Juel Skivild                      | Grande-Bretagne Josh Charlton Michael Gill Noah Hobbs Rhys Britton William Tidball        | Suisse Noah Bögli Mats Poot Pascal Tappeiner Alex Vogel                                                           |

## Tableau des médailles
| Rang  | Nation          | Or | Argent | Bronze | Total |
| ----- | --------------- | -- | ------ | ------ | ----- |
| 1     | Grande-Bretagne | 6  | 2      | 5      | 13    |
| 2     | Danemark        | 3  | 3      | 1      | 7     |
| 3     | France          | 3  | 0      | 1      | 4     |
| 4     | Italie          | 2  | 4      | 2      | 8     |
| 5     | Russie          | 2  | 2      | 3      | 7     |
| 6     | Suisse          | 0  | 3      | 2      | 5     |
| 7     | Allemagne       | 0  | 2      | 0      | 2     |
| 8     | Pays-Bas        | 0  | 0      | 2      | 2     |
| Total | Total           | 16 | 16     | 16     | 48    |